# Barrage de Süloğlu
Le barrage de Süloğlu est un barrage de Turquie.

## Sources
- (en) http://www.dsi.gov.tr/english/index.htm  Site de l'agence gouvernementale turque des travaux hydrauliques